# Rolf Peffekoven
Rolf Peffekoven (* 29. Juni 1938 in Gummersbach; † 24. Mai 2019 in Nieder-Olm) war ein deutscher Finanzwissenschaftler. Er war von 1991 bis 2001 Mitglied des Sachverständigenrates zur Begutachtung der gesamtwirtschaftlichen Entwicklung.

## Lebenslauf
Rolf Peffekoven erlangte 1958 das Abitur am Staatlichen Neusprachlichen Gymnasium in Neuwied. Von 1959 bis 1963 studierte er Volkswirtschaftslehre an den Universitäten Köln, Heidelberg und zuletzt in Bonn, wo er 1963 Diplom-Volkswirt wurde. Peffekoven war von 1963 bis 1967 Wissenschaftlicher Assistent am Institut für Finanzwissenschaft der Technischen Universität Berlin. 1966 promovierte er, dann folgte 1967/1968 ein Forschungsaufenthalt in den USA. Von 1968 bis 1970 war er Wissenschaftlicher Assistent am Institut für Finanzwissenschaft der Universität Mainz. 1970 erfolgte seine Habilitation und von 1970 bis 1980 eine ordentliche Professur an der Ruhr-Universität Bochum am Lehrstuhl für Internationale Wirtschaftsbeziehungen.
Von 1980 bis 1983 war Peffekoven ordentlicher Professor an der Universität Kiel (als Direktor des Instituts für Finanzwissenschaft). Ab 1983 war er ordentlicher Professor an der Johannes Gutenberg-Universität Mainz (auch dort als Direktor des Instituts für Finanzwissenschaft). Im September 2007 wurde Peffekoven emeritiert.

## Funktionen und Ämter
Seit 1973 war er Mitglied des Wissenschaftlichen Beirats beim Bundesministerium der Finanzen.
Zudem gehörte er dem Wissenschaftlichen Beirat der wirtschaftspolitischen Zeitschrift “Wirtschaftsdienst” an, für die er zahlreiche Beiträge geschrieben hat.
Er war Mitglied in den Beiräten der Landesbank Rheinland-Pfalz, der Coface-Versicherung (ehemals Allgemeine Kreditversicherung), der DZ-Bank und der VR-Leasing.
Im Jahr 1991 und erneut 1996 wurde er von der Regierung Kohl in den Sachverständigenrat zur Begutachtung der gesamtwirtschaftlichen Entwicklung berufen, dem er bis 2001 angehörte. Er war Schattenkandidat für das Amt des Finanzministers im Wahlkampfteam der CDU Rheinland-Pfalz im Landtagswahlkampf 2006, ohne selbst Mitglied der CDU zu sein. Zudem war er Botschafter der Initiative Neue Soziale Marktwirtschaft.

## Ehrungen
- Träger der Verdienstmedaille der Deutschen Universität für Verwaltungswissenschaften Speyer
- Ehrensenator der Johannes-Gutenberg-Universität Mainz (ab 2016)